# Conrad Heyer
Conrad Heyer (Waldoboro, 10 aprile 1749 – Waldoboro, 19 febbraio 1856) è stato un militare ed ex agricoltore statunitense, veterano della guerra d'indipendenza americana e noto come lo statunitense nato in epoca più remota che sia stato fotografato da vivo.

## Biografia
Conrad Heyer nacque nel villaggio di Broad Bay (oggi Waldoboro, nel Maine), all'epoca parte della provincia della Baia del Massachusetts. L'insediamento era stato saccheggiato e spopolato dagli attacchi Wabanaki, quindi ricolonizzato da immigrati tedeschi reclutati in Renania. Tra questi coloni c'erano i genitori di Heyer, che potrebbe anche essere stato il primo bambino bianco nato nell'insediamento.
Durante la guerra d'indipendenza americana, combatté per l'esercito continentale ai comandi di George Washington e partecipò al famoso attraversamento del Delaware prima della battaglia di Trenton del dicembre 1776. Fu congedato nel dicembre 1777. Tornato a Waldoboro si guadagnò da vivere come agricoltore fino alla morte nel 1856. Venne sepolto con gli onori militari.

## Dagherrotipo
Nel 1852, all'età di 103 anni, Heyer posò per un ritratto dagherrotipico, risultando lo statunitense nato in epoca più antica del quale sia nota una fotografia. Questo primato non è del tutto indiscusso, esistendo ritratti fotografici di un calzolaio di nome John Adams (si asseriva nato nel 1745), di un veterano di guerra chiamato Baltus Stone (nel 1744) e dello schiavo Caesar (nel 1738).